# رومان سبيريغ
رومان سبيريغ (بالألمانية: Roman Spirig)‏ هو لاعب كرة قدم ليختنشتاني وسويسري، ولد في 7 يناير 1998 في غرابز ‏ في سويسرا.

## وصلات خارجية
- رومان سبيريغ على موقع الاتحاد الأوربي (الإنجليزية)
- رومان سبيريغ على موقع قاعدة بيانات كرة القدم.إي يو (الإنجليزية)
- رومان سبيريغ على موقع ناشيونال فوتبول تيمز (الإنجليزية)
- رومان سبيريغ على موقع Soccerbase.com (لاعب) (الإنجليزية)
- رومان سبيريغ على موقع Soccerway.com (الإنجليزية)
- رومان سبيريغ على موقع عالم كرة القدم.نت (الإنجليزية)